# Ferrari Jano (двигун)
Ferrari Jano — сімейство карбюраторних двигунів внутрішнього згоряння з конфігурацією V12 та розвалом циліндрів на 60°. У середині 1950-х років італійський конструктор Вітторіо Яно розробив новий двигун для перегонів спортивних автомобілів компанії Ferrari, що виготовлявся 1956—1958 роках, і який поєднав у собі окремі елементи двигунів Colombo та Lampredi з новими технічними рішеннями. Архітектура двигуна була більшою мірою у стилі «Lampredi», але зберегла менші внутрішні розміри «Colombo». У 1955 році Яно перейшов до Ferrari разом зі своїми проєктами Lancia D50 і незабаром продовжив проектувати не лише новий V12, але і нове сімейство двигунів «Dino» V6. Деякі технічні ідеї перейшли від двигуна Jano Lancia V8 DOHC, що призначався для Формули-1. Створене Вітторіо Яно сімейство двигунів замінило рядні чотирициліндрові Lampredi, відомі з лінійки Ferrari Monza, та допомогло команді Ferrari виграти багато міжнародних перегонів. До команди конструкторів увійшли Вітторіо Яно, Вітторіо Беллентані, Альберто Массіміно (більше відомий як конструктор Maserati 250F) і Андреа Фраскетті (італ. Andrea Fraschetti).

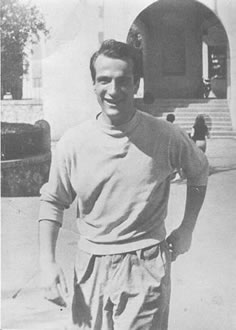
Андреа Фраскетті (1928—1957), інженер Ferrari

Усі двигуни Jano використовували систему мащення із сухим картером, і майже всі вони мали дві свічки запалювання на циліндр із чотирма котушками запалювання. Також більшість із них мали конфігурацію DOHC з ланцюговим приводом розподільних валів та два клапани на циліндр.

## Застосування

### 290 MM
Type 130 став першим двигуном спроєктованим Вітторіо Яно для компанії Ferrari. Представлений у 1956 році, цей двигун залишався єдиним типом SOHC у своєму сімействі V12. Діаметр циліндрів і хід поршня були відповідно 73 мм на 69,5 мм, що забезпечувало робочий об'єм 3490,61 см³. Зі ступенем стиснення 9:1 і спочатку лише з трьома карбюраторами Weber 36 IR4/C1 ця силова установка виробляла потужність 320 к. с. при 7200 об/хв., що давало можливість розганяти автомобіль до 280 км/год. На базі кузовів від Carrozzeria Scaglietti було виготовлено лише чотири автомобілі з цим двигуном. Ferrari 290 MM, де стояв цей двигун, був висококонкурентоспроможним пререгоновим автомобілем свого часу.

### 290 S
Type 136 було представлено у 1957 році для Ferrari 290 S. Маючи такі самі метрики, як у попередника (73 мм на 69.5 мм), цей двигун отримав конфігурацію DOHC. 290 S став першим перегоновим автомобілем Ferrari з двигуном конфігурації V12 DOHC, ще за дев'ять років до того, як «Colombo» V12 отримав оновлення конструкції з чотирма кулачковими валами у 275 GTB/4. Конструктивно подвійні розподільні вали на ряд циліндрів були розроблені за мотивами двигуна автомобіля Формули-1 Lancia D50, також створеного Вітторіо Яно. У новій конфігурації також було модернізовано паливну систему, і тепер модель 290 S мала шість карбюраторів Weber 42DCN. Потужність зросла лише до 330 к. с. але при вищих максимальних обертах у 8000 об/хв. Ступінь стиску і максимальна швидкість залишались такими ж. Ця машина проіснувала дуже недовго, і того ж року, після де кількох перегонів, була оновлена до специфікації 315.

### 315 S
Type 140 був першим кроком уперед щодо потужності. Двигун було випущено у 1957 році і мав він збільшений об'єм до 3783,40 см³ завдяки більшому діаметру циліндра з тим самим ходом, що і у попередника. Вихідна потужність становила 360 к. с. при 7800 об/хв. Залишились такими ж налаштування шести карбюраторів Weber, ступінь стиснення та розташування свічок запалювання. Двигун із подвійними розподільними валами на один ряд циліндрів був не лише потужнішим, ніж попередні одновальні двигуни, але й легшим та надійнішим, що було важливо під час перегонів на довгі дистанції. Автомобіль Ferrari 315 S з цим двигуном здобув перемогу на останніх перегонах Mille Miglia у 1957 році..

### 335 S
Двигун Type 141 дебютував у 1957 на Ferrari 335 S. Він був зі збільшеним порівняно з попередником робочим об'ємом до 4023,32 см³, що було останнім зростанням об'єму. Діаметр і хід поршня у цьому випадку становили 77 мм на 72 м, відповідно. Карбюратори Weber були оновлені до типу 44 DCN. Ступінь стиску було збільшено до 9,2:1 що забезпечило максимальну потужність 390 к. с. при 7400 об/хв. Ferrari 335 S, оснащений цим двигуном зміг досягти швидкості 300 км/год.

### 312 S
Type 142 проіснував недовго і встановлений був лише на одне шасі. У зв'язку з трагічними подіями на Mille Miglia, де загинули Альфонсо де Портаґо та його штурман Едмунд Нельсон і ще дев'ять глядачів, нові правила обмежили робочий об'єм до 3,0 л на сезон 1958 року. Цей новий двигун, що відповідав новим вимогам, мав ті ж розміри, що й Colombo 250: 73 мм на 58,8 мм і робочий об'єм 2953,21 см³ але відрізнявся конфігурацією DOHC. Вихідна потужність була 320 к. с. при 8400 об/хв, що було на 20 к. с. більше, ніж у 250 Testa Rossa з того ж року. Це був єдиний двигун Jano V12 з однією свічкою запалювання і двома магнето на циліндр. Лише після однієї незавершеної гонки на Гран-прі Бельгії на трасі Спа-Франкоршам у травні 1958 року автомобіль швидко переобладнали на 412 S.

### 412 MI

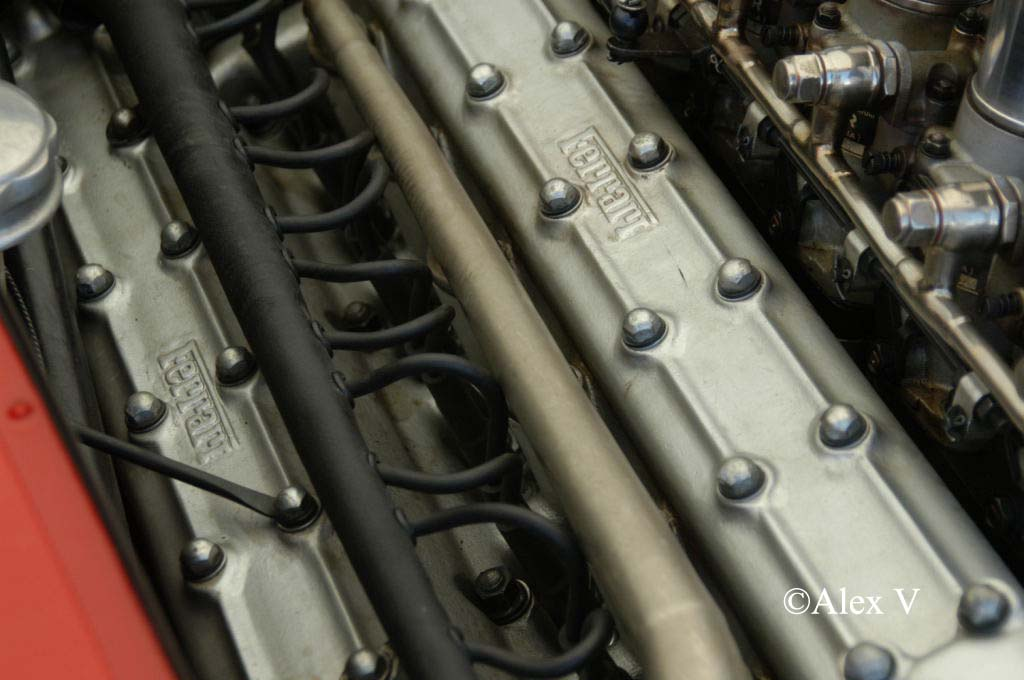
Двигун 412 S зблизька

Ferrari 412 MI (MI — скорочення від Monza Indianapolis) був одним із двох гоночних автомобілів Ferrari, спеціально виготовлених для 500 миль Монци 1958 року, свого роду італійської версії Індіанаполіс 500. Цей одномісний автомобіль мав 4-літровий двигун від 335 S. Зі ступенем стиску 9,9:1 і шістьма карбюраторами Weber 42DCN він розвивав потужність 447 к. с. при 7700 об/хв. Луїджі Муссо виграв кваліфікацію з рекордом середньої швидкості у 280,8 км/год. Фактична гонка була поділена на три заїзди, і за допомогою Філа Гілла і Майка Гортона 412 MI зміг фінішувати третім у загальному заліку, поступившись лише двом автомобілям, спеціально побудованим американськими конкурентами.

### 412 S
Type 141 знову знайшов свій шлях до спортивного гоночного шасі. Цього разу в результаті конверсії з 312 S у 1958 році. Цю модель зазвичай плутають з 412 MI через схожу назву. Двигун базувався на 4,0-літровому агрегаті від MI з вищим ступенем стиснення і такими ж карбюраторами Weber типу 42. Це дало вражаючий результат: 432 к. с. при 8000 об/хв. На цьому автомобілі в Каліфорнії у перегонах брали участь Філ Гілл, Річі Гінтер і Джон фон Нейман (дистрибутор Ferrari для Каліфорнії).

## Успіхи у перегонах
Гоночні автомобілі Ferrari з двигунами V12, розробленими Вітторіо Яно, здобули багато перемог у Європі та за кордоном. У 1956 році 290 MM переміг на перегонах Mille Miglia, посів 1-2 місця на Гран-прі Швеції і був третім на перегонах 1000 кілометрів Нюрбургрингу.
У 1957 році, 290 MM виграв 1000 км Буенос-Айреса. Того ж року автомобіль 315 S здобув перемогу, посівши 1-2 місця на перегонах Mille Miglia, третє місце на 1000 км Нюрбургрингу і п'яте місце на 24 години Ле-Мана. Автомобіль 335 S виборов 1-2 місця на Гран-прі Венесуели й фінішував другим на Нюрбургрингу та Гран-прі Швеції. У Перегонах двох світів, що проходила лише у 1957 та 1958 роках, найвище місце серед усіх європейських учасників було досягнуто на Ferrari 412 MI.
Двигун Jano V12 допоміг Ferrari очолити таблицю учасників Світового чемпіонату серед спортивних автомобілів у 1956 та 1957 роках. У 1956 році на 290 MM було виграно два з п'яти раундів, а у 1957 році три різні моделі з двигуном Jano виграли три з семи раундів.
Після зміни правил для сезону 1958, що встановили обмеження робочого об'єму у 3,0 л, більшість спортивних автомобілів з двигунами Jano морально застаріли. Зрештою Ferrari пішла назустріч усюдисущості двигунів Colombo 250 на спортивних та GT автомобілях, вигравши Світовий чемпіонат спортивних автомобілів 1958 року виключно з 250 Testa Rossa.

## D50 V8

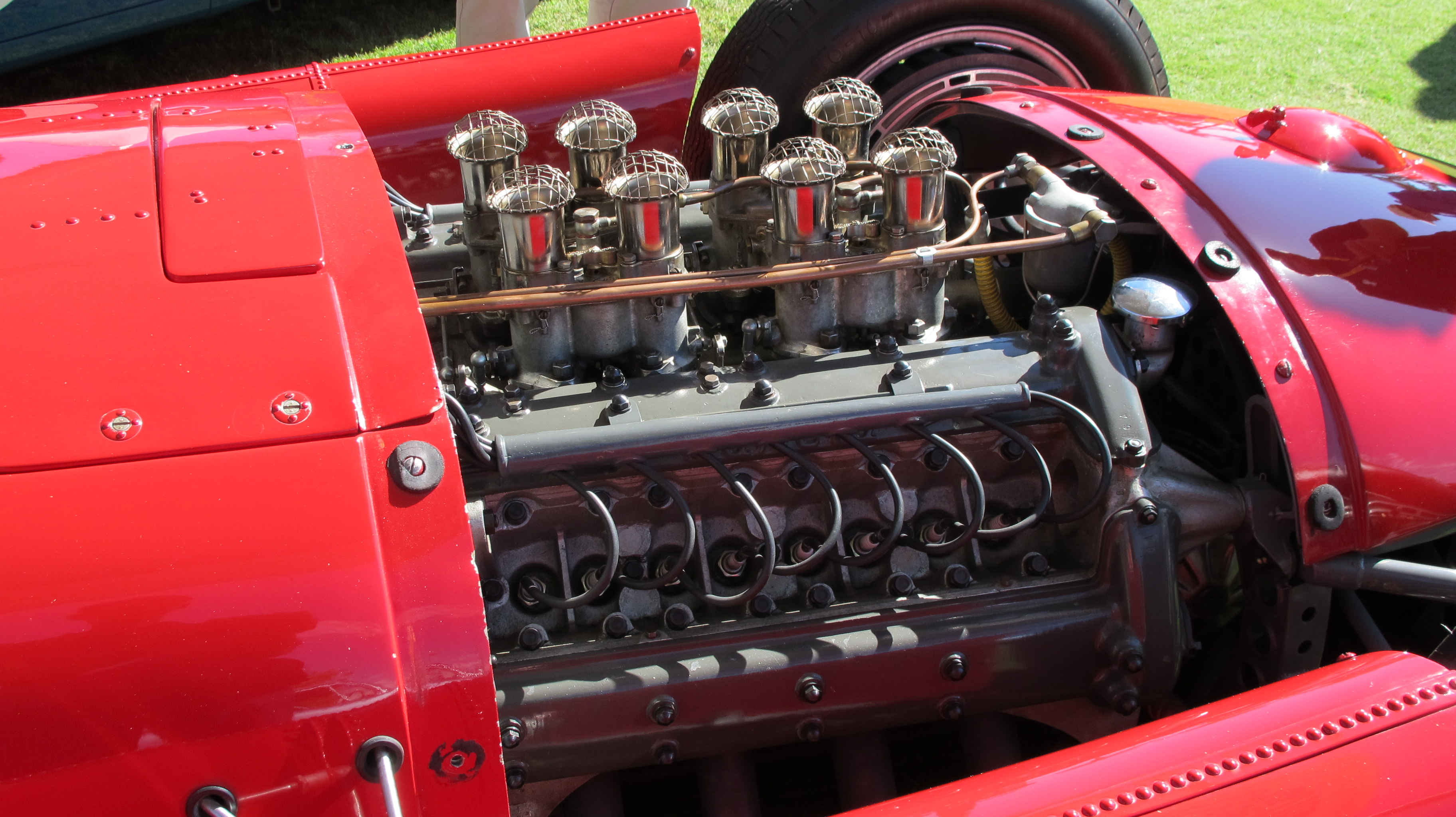
Двигун Lancia-Ferrari D50 V8

Вітторіо Яно, будучи талановитим інженером, розробив багато різних типів двигунів за свою кар'єру. Коли Енцо Феррарі взяв його з компанії Lancia у 1955 році, він також успадкував їх 2488 кубовий, DOHC, 90° V8 двигун з гоночного автомобіля Lancia D50 для Формули-1. У 1956 році цей автомобіль було відновлено як Ferrari D50 і оснащувався двигуном з робочим об'ємом 2485,98 см³ з діаметром і ходом поршня 76 x 68,5 мм, що здатен був розвивати потужність 265 к. с. при 8000 об/хв.
Двигун V8 було перероблено для сезону Формули-1 1957 року та використано на одномісному автомобілі Ferrari 801 F1. Тепер він міг розвивати потужність 275 к. с. при 8400 об/хв. Ступінь стиску був 11,5:1, також було встановлено чотири карбюратори Solex 40 PII. Двигун мав конфігурацію з DOHC і систему мащення із сухим картером. До команда конструкторів 801-ї моделі також було залучено Карло Кіті.